# Ken Kallaste
Ken Kallaste (Tallinn, 31 augustus 1988) is een Estisch voetballer die uitkomt voor de Poolse club Górnik Zabrze. Hij speelt als verdediger. Zijn vader Risto Kallaste was eveneens profvoetballer en kwam ook uit voor de nationale ploeg van Estland.

## Interlandcarrière
Onder leiding van bondscoach Tarmo Rüütli maakte Kallaste zijn interlanddebuut voor Estland op 8 november 2012 in de vriendschappelijke uitwedstrijd tegen Oman (1-2), net als Stanislav Pedõk, Andre Frolov, Karl Mööl (FC Flora Tallinn) en Ilja Antonov (FC Levadia Tallinn).

## Erelijst
FC Flora Tallinn
- Beker van Estland

2008, 2009
 Nõmme JK Kalju
- Estisch landskampioen

2012
- Beker van Estland

2015